# Yobe (stan)
Yobe – stan w północno-wschodniej części Nigerii.
Yobe sąsiaduje ze stanami Gombe, Borno, Jigawa i Bauchi. Jego stolicą jest Damaturu. Powstał w 1991 po odłączeniu od stanu Borno. 
Stan ma charakter rolniczy. Uprawia się: orzeszki ziemne, fasolę, bawełnę i inne. Hoduje się bydło. W Potiskum znajduje się największy w zachodniej Afryce targ bydła. Na terenie stanu występują złoża gipsu, kaolinu i kwarcu.

## Historia
- 1991 - Stan Yobe powstał w dniu 27 sierpnia 1991 z liczbą ludności około 1,5 miliona mieszkańców.
- 2006 - Stan liczy 2,3 miliona mieszkańców.
- 2012 - Stan liczy szacunkowo ok. 2,7 miliona mieszkańców[1].

## Podział administracyjny
Stan Yobe podzielony jest na siedemnaście lokalnych obszarów samorządowych:
| - Bursari - Damaturu - Geidam - Bade - Gujba - Gulani | - Fika - Fune - Jakusko - Karasuwa - Machina - Nangere | - Nguru - Potiskum - Tarmuwa - Yunusari - Yusufari |